# Olga Danilova
Olga Valerjevna Danilova (Russisch: Ольга Валерьевна Данилова) (Boegoelma, 10 juni 1970) is een voormalig Russisch langlaufer. 

## Carrière
Danilova werd in totaal viermaal wereldkampioen op de estafette. Danilova behaalde haar grootste successen tijdens de Olympische Winterspelen 1998 met het winnen van de gouden medaille op de estafette en de 15 kilometer en de zilveren medaille op de achtervolging. Danilova eindigde tijdens de Olympische Winterspelen 2002 als eerste op de achtervolging en als tweede op de 15 kilometer maar werd achteraf gediskwalificeerd vanwege een positieve dopingtest, Danilova werd hiervoor voor twee jaar geschorst en beëindigde haar carrière.

## Belangrijkste resultaten

### Olympische Winterspelen
| Editie | Plaats         | Resultaten                                                                     |
| ------ | -------------- | ------------------------------------------------------------------------------ |
| 1992   | Albertville    | 6e 5 km klassiek 20e 30 km vrij 11e achtervolging                              |
| 1998   | Nagano         | 5e 5 km klassiek · 15 km klassiek · 13e 30 km vrij · achtervolging · estafette |
| 2002   | Salt Lake City | DQ 10 km klassiek DQ 30 km klassiek DQ achtervolging                           |

### Wereldkampioenschappen langlaufen
| Jaar | Plaats              | Resultaten                                                                        |
| ---- | ------------------- | --------------------------------------------------------------------------------- |
| 1993 | Falun               | 8e 15 km klassiek                                                                 |
| 1995 | Thunder Bay         | 15e 5 km klassiek · 5e 15 km klassiek · 4e 30 km vrij · achtervolging · estafette |
| 1997 | Trondheim           | 5 km klassiek · 4e 15 km vrij · 6e 30 km klassiek · 5e achtervolging · estafette  |
| 1999 | Ramsau am Dachstein | 5 km klassiek · 6e 15 km vrij · 5e achtervolging · 30 km · estafetteklassiek      |
| 2001 | Lahti               | 10 km klassiek · 15 km klassiek · achtervolging · estafette                       |